# Tiverton (Devon)
Pour les articles homonymes, voir Tiverton.
Tiverton est une ville et une paroisse civile du Devon, dans le sud-ouest de l'Angleterre. Située au confluent de l'Exe et de la Lowman, elle est le siège du district du Mid Devon. Au moment du recensement de 2021, elle comptait 22 291 habitants.
Le Premier ministre Lord Palmerston est député de Tiverton de 1835 à 1865.

## Jumelages
- Hofheim am Taunus (Allemagne) depuis 1980[1]
- Chinon (France) depuis 1973[2]

Les villes de Chinon et Hofheim am Taunus étant jumelées entre elles, il s'agit d'un jumelage en triangle.

## Personnalités liées à la ville
- Sir George Tomkyns Chesney (1830-1895), général de l'Armée Britannique, y est né.
- Richard Cosway (1742-1821) est un des plus brillants miniaturistes de la fin du XVIIIe siècle et du début du XIXe siècle, y est né.
- Hannah Cowley (1743–1809), dramaturge et poétesse, y est née et y est morte.
- Thomas Davey (1758-1823), le deuxième vice gouverneur de la Terre de Van Diemen, y est né.
- Bruno Decarli (1877-1950), acteur allemand actif dans le théâtre et le cinéma muet, y est mort.
- John Heathcoat (1783-1861), inventeur et homme politique britannique, y est mort.
- Derick Heathcoat-Amory (1899-1981), 1er vicomte d'Amory, homme politique britannique,  chancelier de l'Échiquier de 1958 à 1960, y est né et y est mort.
- Richard Dick Hellings (1874-1938), joueur de rugby à XV gallois, y est né.
- Harry Mitchell (1898-1983), boxeur, y est né.
- Charles Bowen « Boomer » Nicholl (1870-1939) joueur de rugby à XV international gallois, y est mort.
- Ronald Launcelot Squirl, nom de scène de Ronald Squire (1886-1958), acteur, y est né.
- Jean-Gabriel Stedman (1744-1797), officier d'origine anglo-néerlandaise ayant participé à la répression des révoltes d'esclaves au Suriname de 1772 à 1777, y est mort.
- Alfred Maurice Toye (1897-1955), militaire britannique, y est mort.
- Graham Williams (1945-1990), scénariste et producteur de télévision britannique, connu pour avoir été un temps producteur de la série Doctor Who dans les années 1970, y est mort.
- Catherine d'York (1479-1527), princesse anglaise de la maison d'York, y est morte.